# Sun Xiang
Sun Xiang (孫祥T, 孙祥S, Sūn XiángP; Shanghai, 15 gennaio 1982) è un dirigente sportivo, allenatore di calcio ed ex calciatore cinese, di ruolo difensore, vice amministratore delegato dello Shanghai Haigang.

## Carriera
Sun ha militato per quasi tutta la sua carriera professionistica nello Shanghai Shenhua, tranne che per una breve parentesi europea.
Nel 2006 è stato infatti chiamato dal PSV insieme al gemello Ji per fare un provino: Ji è stato scartato, mentre Xiang ha firmato un contratto di tre anni. Arrivato nei Paesi Bassi, ha debuttato il 17 febbraio 2007, divenendo il primo calciatore cinese della storia dell'Eredivisie. Il 20 febbraio è entrato da sostituto nel match di Champions League contro l'Arsenal, vinto dalla sua squadra per 1-0, diventando così il primo cinese a giocare nella massima competizione europea per club.

## Palmarès

### Club

#### Competizioni nazionali
- Campionato cinese: 4

Guangzhou Evergrande: 2011, 2012, 2013, 2014
- Coppa della Cina: 1

Guangzhou Evergrande: 2012
- Supercoppa di Cina: 1

Guangzhou Evergrande: 2012

#### Competizioni internazionali
- AFC Champions League: 1

Guangzhou Evergrande: 2013